# Maison John-A.-MacDonald
La maison John-A.-MacDonald est une résidence secondaire située à Rivière-du-Loup au Québec (Canada). Le premier ministre canadien John A. MacDonald y séjourna durant plusieurs étés entre 1882 et 1890. Elle a été désignée lieu historique national en 2014. Elle est aussi située dans le site du patrimoine du Vieux-Saint-Patrice.